# Tallós Prohászka István
Tallós Prohászka István (esetleg Prohászka Tallós István, szlovákul: Štefan Prohászka-Tallós) (Somorja, 1896. november 8. – Újrónafő, 1974. november 10.) felvidéki magyar festő, illusztrátor, szakíró, közíró. Lauer Mária iparművész férje.

## Élete és munkássága
Kezdetben a Pozsony vármegyei Malackán dolgozott telekkönyvi írnokként. 1915-ben katona lett, 1919-ben a 13. vörös pozsonyi honvéd helyőrségi gyalogezred katonájaként áthelyezték Magyaróvárra, s itt harcolt a Magyarországi Tanácsköztársaság védelmében. Már ekkor feltűnt rajztehetségével. Ebben az időben több mint kétszáz rajzot és vízfestményt alkotott a harcokról mint ezredrajzoló. Egy ideig román fogságban volt, majd 1920 és 1924 között a budapesti Iparművészeti Iskolában végezte tanulmányait, ahol tanárai Sándor Béla és Haranghy Jenő voltak. Eközben több hónapig tanult Berlinben is.
Tanulmányainak befejezését követően 1924-ben visszatért szülővárosába, Somorjába. Első saját kiállítását szülővárosában, Somorján található műtermében rendezte 1925-ben feleségével, Lauer Mária iparművésszel együtt. A Garam völgyében részt vett a Sarló nevű csehszlovákiai magyar ifjúsági mozgalom szociográfiai kutatóútján. A Somorján töltött első évek termését 1928-ban mutatta be Pozsonyban egy önálló kiállítás keretében. A rákövetkező évben, 1929-ben már a budapesti Nemzeti Szalon épületében jelentkezett önálló kiállítással. Több csoportos kiállításon belül mutatta be alkotásait Prágában, Kassán, Komáromban és Budapesten.
Aktívan  részt  vett  a  szlovákiai magyar  kulturális  életben. 1935-ben elnyerte a Csehszlovákiai Magyar Tudományos Irodalmi és Művészeti Társaság aranyérmét, amelynek alapító tagja volt. Pain álnéven publicistaként is részt vett a csehszlovákiai közéletben; számos művészeti, illetve politikai cikke, valamint karcolatai jelentek meg a főbb csehszlovákiai magyar folyóiratokban. Többek közt publikált A Reggel, Az Út, a  Magyar Újság, a Magyar Nap és a  Csehszlovákiai Népszava című lapoknak. 1928 és 1937 között számos könyv kiadásánál működött közre illusztrátorként.
1947-ben kiköltözött Magyarországra, ahol Mosonmagyaróváron folytatta festőművészi munkásságát. Hetvenedik születésnapja alkalmából 1966-ban szülővárosa egy Somorján megrendezett kiállítással tisztelgett a képzőművész előtt. 1969-ben Mosonmagyaróváron rendezett jubileumi kiállítást, amelyen az egész életművének keresztmetszetét mutatta be 1919-től 1969-ig. A festő számos szakköri foglalkozásán sok helybéli tehetséges növendéket tanított meg a szakma fogásaira. Életének utolsó éveiben nagyon szerény körülmények között élt, különc természetéből kifolyólag a szükséges segítséget sem kaphatta meg. Újrónafőn hunyt el 1974-ben.

## Stílusa
Hosszú ideig tartó autodidakta pályakezdése előrevetítette a művészeti pályán való magányosságát, illetve magányos útkeresését. Leginkább expresszionista stílusban alkotta műveit, habár az e stílusú vonások mellett jelentős kubista hatások fedezhetőek fel munkáiban, ugyanis az objektumok és figurák a kifejező erő érdekében tudatos formai deformációnak vannak kitéve. Ennek ellenére a festőt mégis a látványközvetítő művészek közé szokták sorolni. Különös egyéniségét tükrözi az 1931-ben megjelent „IG” címet viselő munkája.
Mind szociológiai, mind társadalompolitikai szempontból leginkább a csallóközi, illetve a csehszlovákiai magyarság sorsára összpontosított rajzaiban és festményeiben. Csallóköz népi hiedelmei közül számos feldolgozás fűződik a nevéhez, melyeket nagy ráérzéssel, a misztikumot sem mellőzve készített. Stílusától a narratív, anekdotázó, allegorikus felfogás, valamint a karikírozás és a groteszk sem áll távol.  Expresszív  figurális  kompozíciói  szatirikusan  és  kritikusan  szemlélik  a  társadalmat. Legjelentősebb képei (Idegenek,  A  céda,  Nyúzzák  a  földet,  Piac)  társadalmi  freskók  a  visszásságokról.
A csallóközi magyar parasztok életének megfestésén kívül festészetének későbbi szakaszában a Szigetköz tájait fedezte föl, többek közt életképeket és társadalmi mondanivalójú festményeket készített. Ezen kívül több 1920-as évekbeli budapesti életképet is megörökített. Az 1950-es évek során egyre inkább elzárkózott a külvilágtól, a fotonaturalizmusra és provincializmusra utaló vonások jelentek meg művészetében.

## Emlékezete
Sírja az óvári temetőben található. Halála után Somorja városa a Helytörténeti Múzeumban Tallós Prohászka István-emlékszobát rendezett be képeiből a művészre emlékezve. Legtöbb műve itt található, viszont további alkotásai megtalálhatóak még a pozsonyi és prágai galériában, valamint a Hansági Múzeumban. Jéghordás című festménye a prágai Modern Galéria tulajdonában van. Mosonmagyaróváron utcát is elneveztek róla.

## Kiállításai
| Egyéni kiállítások - 1925: Somorja - 1928: Savoy Szálló, Pozsony - 1929: Nemzeti Szalon, Budapest - 1936: Východoslovenské Múzeum, Kassa - 1939: Kassa - 1959, 1969, 1977: Mosonmagyaróvár - 1966: Somorja - 2007: Pozsony | Válogatott csoportos kiállítások - 1933: Komárom - 1934: Prága - 1935: Pozsony - 1937: Kassa - 1937: Nemzeti Szalon, Budapest - 1940: Nemzeti Szalon, Budapest |